# Philip Ernst af Slesvig-Holsten-Sønderborg-Glücksborg
Philip Ernst af Slesvig-Holsten-Sønderborg-Glücksborg (født 5. maj 1673, død 12. november 1729) var en af de mange afdelte sønderborgske hertuger. Han var hertug af Slesvig-Holsten-Sønderborg-Glücksborg fra 1698 til 1729.
Han var søn af hertug Christian af Slesvig-Holsten-Sønderborg-Glücksborg og Agnes af Slesvig-Holsten-Sønderborg-Plön. Ved faderens død i 1698 arvede han som ældste overlevende søn faderens lille hertugdømme omkring Glücksborg Slot i Angel. Han blev efterfulgt som hertug af sin søn Frederik.

## Eksterne links
- Hans den Yngres efterkommere